# José Mario Figueroa
José Mario Figueroa (Montevideo; 31 de julio de 1958) es un exfutbolista uruguayo que jugaba como delantero.
Debutó en Fénix a los 17 años, estuvo en la selección juvenil uruguaya. Después jugó en equipos de Bélgica, México, Ecuador y realizó gran parte de su carrera en equipos centroamericanos, ganado dos títulos en Olimpia y uno con Atlético Marte.
En la última campaña con Atlético Marte se le rompió el tendón de Aquiles de la pierna derecha y aunque se recuperó, los problemas económicos en el club contribuyeron a finalizar su carrera.

## Clubes
| Club                                           | País        | Año       |
| ---------------------------------------------- | ----------- | --------- |
| Centro Atlético Fénix                          | Uruguay     | 1977      |
| SV Zulte Waregem                               | Bélgica     | 1977-1978 |
| Unión de Curtidores                            | México      | 1978-1982 |
| Liga Deportiva Universitaria de Quito          | Ecuador     | 1983      |
| Club Deportivo Olimpia                         | Honduras    | 1983      |
| Deportivo Saprissa                             | Costa Rica  | 1983-1984 |
| Club Deportivo Atlético Marte                  | El Salvador | 1984-1895 |
| Club Deportivo Olimpia                         | Honduras    | 1985-1988 |
| Club Social y Deportivo Galcasa de Villa Nueva | Guatemala   | 1988-1990 |
| Club Deportivo Atlético Marte                  | El Salvador | 1990-1991 |

### Como entrenador
| Club                | País        | Año       |
| ------------------- | ----------- | --------- |
| Alianza Fútbol Club | El Salvador | 1997-1998 |

## Palmarés

### Como jugador

#### Campeonatos nacionales
| Título                                  | Club                          | País        | Año  |
| --------------------------------------- | ----------------------------- | ----------- | ---- |
| Segunda División Profesional de Uruguay | Centro Atlético Fénix         | Uruguay     | 1977 |
| Primera División de El Salvador         | Club Deportivo Atlético Marte | El Salvador | 1985 |
| Liga Nacional de Fútbol de Honduras     | Club Deportivo Olimpia        | Honduras    | 1987 |
| Liga Nacional de Fútbol de Honduras     | Club Deportivo Olimpia        | Honduras    | 1988 |

### Títulos internacionales
| Título                           | Club                   | Sede                                    | Año  |
| -------------------------------- | ---------------------- | --------------------------------------- | ---- |
| Copa de Campeones de la Concacaf | Club Deportivo Olimpia | Norteamérica, Centroamérica y el Caribe | 1988 |